# Exile on Mainstream Records
Exile on Mainstream Records est un label discographique allemand de metal extrême, basé à Borkheide.

## Histoire
Le label est fondé le 1er avril 1999 par Andreas « Kanzler » Kohl. À cette époque, il fait partie d'un groupe appelé Payola et est ami avec Stefan Schilling, le patron de leur label de Loudsprecher. Comme les membres du groupe ont quatre chansons à gauche après les enregistrements du nouvel album et veulent les publier en tant que single, ils demandent à Kohl. Il fonde ensuite le label Exile on Mainstream Records avec Alexandra Brand, alors rédactrice en chef de Visions, et publie une série de singles dans des boîtes à cigares. Le prochain album de Payola sort sur le label et d'autres groupes tels que Tigerbeat de Hambourg suivent. Brandt part plus tard, le label est dirigé de 2003 à 2012 par Kohl et sa femme Beate. 
En 2012, l'autre société des deux, l'agence de gestion, de promotion et de réservation du label Southern Germany, qui est parfaitement en lien avec Exile sur Mainstream Records, est fermée, après quoi le label est géré par Andreas Kohl seul. Kohl, qui travaille comme manager dans une usine de pressage de disques depuis 2013, ne dirige pas le label à temps plein. Il publie des disques qu'il aime lui-même chez son label. Les publications les plus vendues à ce jour sont A Whisper in the Noise, Wino and Conny Ochs, Friedemann et Place of Skulls.
En mai 2023, le label signe le groupe The Moth, puis annonce plus tard en décembre 2023, l'organisation d'un concert spécial pour fêter ses 25 ans d'existence, qui se déroulera en mai 2024.

## Discographie sélective
- 1999 : Payola : ¡Hecho Totalmente A Mano!
- 2000 : Payola : For Those Who Know
- 2002 : Tigerbeat : No. 1
- 2003 : Mikrowelle : Twang Boom Tschak…Peng
- 2003 : Shepherd : Laments
- 2004 : The Hidden Hand (en) : Divine Propaganda
- 2005 : End of Level Boss : Prologue
- 2006 : Volt : Rörhat
- 2006 : Beehoover (de) : The Sun Behind the Dustbin
- 2007 : Voodooshock : Marie’s Sister’s Garden
- 2007 : Dÿse (de) : Dÿse
- 2008 : A Whisper in the Noise : A Whispher in the Noise
- 2008 : Enablers : Tundra
- 2009 : Celan : Tundra
- 2009 : We Insist! : The Babel Inside Was Terrible
- 2010 : The Antikaroshi : Per/son/alien
- 2011 : Rising : To Solemn Ash
- 2011 : Conny Ochs : Raw Love Songs
- 2012 : Black Shape of Nexus : Negative Black
- 2012 : Obelyskkh : White Lightnin
- 2012 : Stinking Lizaveta : 7th Direction
- 2013 : Beehoover : The Devil and His Footmen
- 2014 : Friedemann : Uhr vs. Zeit
- 2014 : Spirit Caravan (en) : Jug Fulla Sun
- 2015 : Treedeon : Lowest Level Reincarnation
- 2015 : Kristian Harting : Summer of Crush
- 2016 : Black Shape of Nexus : Carrier
- 2017 : Friedemann Hinz : Unterwegs
- 2017 : Obelyskkh : The Providence
- 2017 : Tricky Lobsters : Worlds Collide
- 2019 : Gore : Revanche
- 2021 : Sons of Alpha Centauri (en) : Push